# Transkräling
Transkräling (Macrocystidia cucumis) är en svampart som först beskrevs av Christiaan Hendrik Persoon, och fick sitt nu gällande namn av Marcel Josserand 1934. Enligt Catalogue of Life ingår Transkräling i släktet Macrocystidia,  och familjen Marasmiaceae, men enligt Dyntaxa är tillhörigheten istället släktet Macrocystidia,  och familjen Macrocystidiaceae. Arten är reproducerande i Sverige. Inga underarter finns listade i Catalogue of Life.

## Källor

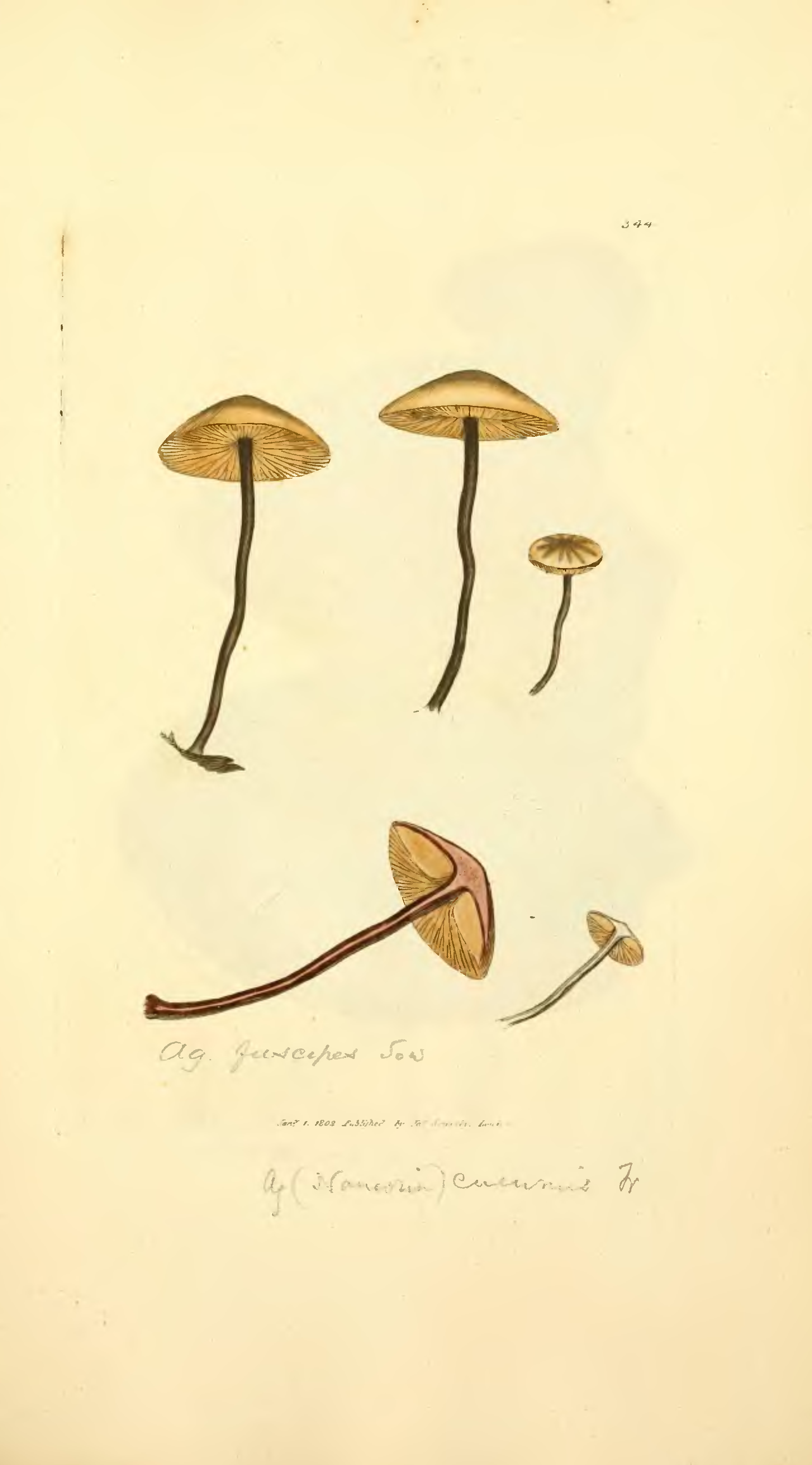
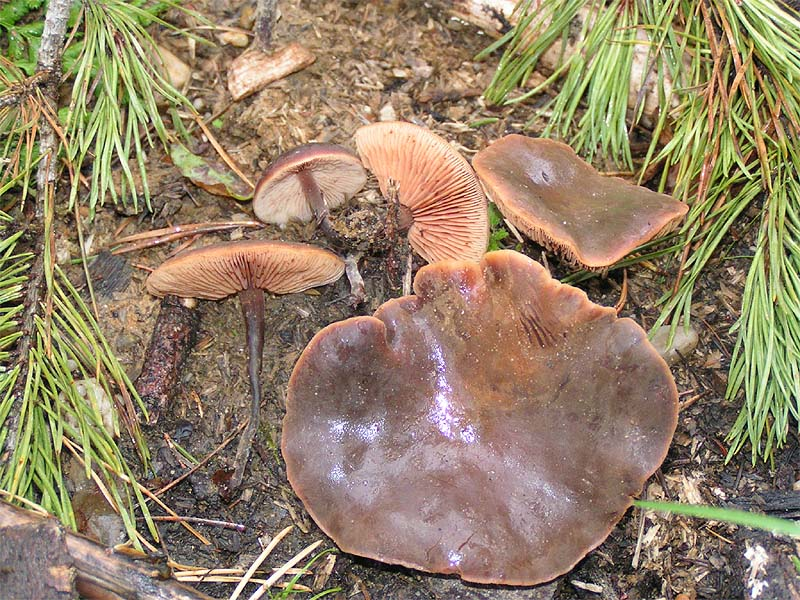
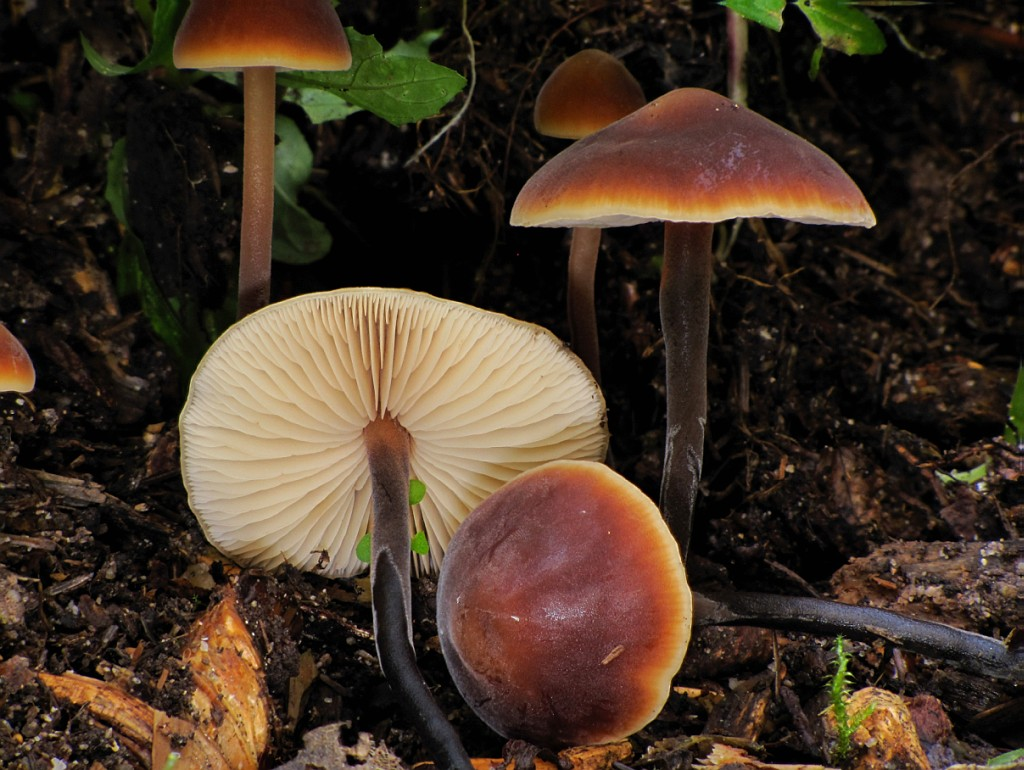